# Hayden Lake
Hayden Lake es una ciudad ubicada en el condado de Kootenai en el estado estadounidense de Idaho. En el año 2010 tenía una población de 574 habitantes y una densidad poblacional de 574 personas por km².

## Geografía
Hayden Lake se encuentra ubicado en las coordenadas 47°45′53″N 116°45′21″O / 47.76472, -116.75583. Según la Oficina del Censo, la localidad tiene un área total de 1 km² (0,4 mi²), de la cual 1 km² (0,4 mi²) es tierra y 0 km² (0 mi²) (0.0%) es agua.

## Demografía
En el 2000 la renta per cápita promedia del hogar era de $65,893, y el ingreso promedio para una familia era de $67,143. En 2000 los hombres tenían un ingreso per cápita de $50,250 contra $30,804 para las mujeres. El ingreso per cápita para la localidad era de $31,834. Alrededor del 8.3% de la población estaba bajo el umbral de pobreza nacional.